# Berg am Irchel
Berg am Irchel es una comuna suiza situada en el distrito de Andelfingen, en el cantón de Zúrich. Tiene una población estimada, a fines de 2022, de 592 habitantes.